# Linnepe
Linnepe ist mit Linneperhütte und Weninghausen ein Ortsteil der Stadt Sundern (Sauerland) im Hochsauerlandkreis, Nordrhein-Westfalen.

## Lage
Der Ort liegt östlich von Sundern zwischen Westenfeld, Meinkenbracht, Hellefeld und Altenhellefeld. Durch den Ort fließt der Fluss Linnepe.

## Geschichte

### Etymologie des Namens
Die Herkunft des Ortsnamens "Linnepe" lässt sich nicht genau feststellen. Die zweite Silbe, "epe", deutet auf die Lage des Ortes hin, "epe" beschreibt eine feuchte Talniederung. Über die Bedeutung der ersten Silbe kann nur spekuliert werden.

### Geschichte Linnepes und Weninghausens bis 1815
Die ersten urkundlichen Erwähnungen des Ortes finden am Ende des 13. bzw. Anfang des 14. Jahrhunderts statt. Im Verzeichnis der Einkünfte des westfälischen Marschallamtes zwischen 1293 und 1300 wird der Ort erwähnt, dort heißt es um 1300: "[...] 1 hob in Ly-nnipe."
In einem Güterverzeichnis des Grafen Wilhelm von Westfalen heißt es 1313: „Item Nolthardus de Matenbike mediam partem decime in Linnepe“. Urkundlich also ist die Existenz des Ortes für den Anfang des 14. Jahrhunderts bestätigt.
Es muss jedoch schon früher eine Siedlung an gleicher Stelle bestanden haben, worauf die Flieh- bzw. Wallburg Güllener Ring am Nordost-Hang des Dümbergs hindeutet, die aus dem 9. bzw. 10. nachchristlichen Jahrhundert stammt.
Die zu Linnepe gehörende Ortschaft Weninghausen dagegen ist urkundlich früher belegt als der Ort Linnepe selbst, die erste urkundliche Erwähnung Weninghausens findet sich 1253. In einer Urkunde, in der das Kloster Oelinghausen eine alte Wiese in der "Linner Mark" (evtl. rührt von diesem Flurnamen der Ortsname Linnepe) zugesprochen bekommt, tritt ein "Lambertus von Wenninchusen" als Zeuge auf. Die Größe Weninghausens zu dieser Zeit ist nicht belegt, es dürften ca. 20 Menschen dort gelebt haben.
Die Größe des Ortes ist für das frühe 14. Jahrhundert nicht genau belegt, da die Register, die über die Abgaben der Dörfer Ausschluss geben, für Linnepe erst im frühen 16. Jahrhundert einsetzen. Für das Jahr 1313 wird nur ein zehntpflichtiger Hof genannt, aus dem Namen des Ortes lässt sich jedoch ableiten, dass vermutlich mehrere Gehöfte bestanden haben. Die Bevölkerung Linnepes durfte zu dieser Zeit also 30 Einwohner nicht überstiegen haben.
Die älteste Beschreibung der Größe beider Orte findet sich um 1500 in einem Register der Dienstpflichtigen des Erzbischofs von Köln, in dessen Besitz die Grafschaft Arnsberg nach dem Verkauf durch Graf Gottfried IV. 1368 übergegangen war. Hier werden für das Amt Hellefeld, zu dem Linnepe gehörte, für Linnepe acht Höfe, für Weninghausen drei Höfe, die dienstleistungspflichtig waren, verzeichnet.
Die erste Erwähnung einer Mühle in Linnepe (die Linneper Mühle) findet sich 1650. In der Urkunde werden die Nutzer der Mühle aus den umliegenden Ortschaften Linnepe, Weynkhusen (=Weninghausen) und Altenhellefeld genannt. Waren um 1500 im Register des Erzbischofs von Köln noch acht Höfe aufgeführt, findet sich in der Urkunde aus dem Jahr 1650 bereits die Zahl von neun Höfen, die als "Mahlgenossen" aufgeführt werden. Die Zahl der Höfe Weninghausens stieg von drei Höfen im Jahr 1500 auf fünf Höfe 1650.
Die Einwohnerzahl Linnepes stieg auf etwa 55 bis 60 im Jahr 1650, die Einwohnerzahl Weninghausens stieg bis zum Jahr 1650 auf etwa 40 an.
Die erste Erwähnung der Kapelle in Linnepe findet sich 1587, als Visitatoren des Erzbischofs anordnen, die marode Kapelle instand zu setzen. In dieser Liste ist auch die Kapelle von Linnepe aufgeführt.
Die Urkunde stammt aus der Zeit nach dem Dreißigjährigen Krieg, zu dieser Zeit lagen in Linnepe einige Höfe wüst, so dass anzunehmen ist, dass die Zahl der Einwohner beider Ortschaften Anfang des 17. Jahrhunderts etwa größer gewesen sein muss als nach dem Krieg. In einem Personenverzeichnis von 1649 sind für Linnepe 39 Bewohner als schatzpflichtig (also steuerpflichtig) aufgeführt, für Weninghausen werden 16 Bewohner genannt.
In der Zeit nach dem Dreißigjährigen Krieg muss ein weiterer Hof wüst gefallen sein, in einem Schatzregister aus dem Jahr 1685 werden für Linnepe acht Höfe angegeben, während die Zahl der Höfe Weninghausens auf sieben anstieg.
Im Jahr 1717 werden für Linnepe dann wieder zehn Höfe verzeichnet, für Weninghausen sind acht Höfe angegeben.
Im Zuge des Reichsdeputationshauptschlusses fiel das Erzbistum Köln, zu dem Linnepe seit 1368 gehörte, zuerst an Hessen und dann, ab 1815, an Preußen.

### Geschichte der Linneper Hütte
Um die Mitte des 18. Jahrhunderts wird auch die Linneper Hütte das erste Mal erwähnt, sie entstand südlich von Linnepe. Mit der auftretenden Eisenindustrie entstand hier ein Hüttenwerk, es ist ab 1770 urkundlich belegt.
Bereits früher war im Seilbachtal zwischen Linneperhütte und Meinkenbracht in der sog. „Dinkschlade“ ein erster Stollen entstanden. Er wurde vom Grevensteiner Pastor Josef Becker ab etwa 1730 betrieben. Dieser richtete am Mundloch des Stollens ein Laboratorium ein, wo er die geförderten Metalle gar machte. Um 1730 werden auch die ersten Häuser in Linneperhütte entstanden sein. Dabei hatte die Arbeit Beckers noch vorindustriellen Charakter, er schürfte an verschiedenen Stellen um Linnepe und Weninghausen herum und legte einige kleinere Bergwerke an, ohne jedoch eine richtige Montanindustrie auszubauen.
Erst mit der Übernahme der Anlage durch den Industriellen Anton Kropf und seinen Faktor Joan Wilhelm Schnabel wurde die Eisenproduktion in Linneperhütte industriell betrieben. Bereits 1803 jedoch endete die Arbeit im „Steinknapp“ genannten Bergwerk, die Linneper Hütte brannte 1820 ab. Mitte des 19. Jahrhunderts wurde vermutlich noch einmal Eisenerz im Bergwerk Steinknapp abgebaut, eine Verhüttung fand in Linneperhütte nach 1803 jedoch nicht mehr statt. Die Abraumhalden und das Mundloch des Bergwerks sind bis heute erkennbar und auch in den Bergbauwanderweg, der durch das Stadtgebiet Sundern führt, miteinbezogen.

### Geschichte der Gemeinde Linnepe ab 1815
In den Befreiungskriegen gegen Napoleon war das inzwischen weiter gewachsene Linnepe zur Aufnahme von sächsischen Truppen verpflichtet worden, 1814, nach Beendigung des Krieges, waren in Linnepe insgesamt 110 Soldaten einquartiert. 
Während der Befreiungskriege war Linnepe, schon im Siebenjährigen Krieg von den Auswirkungen der in Arnsberg stationierten französischen Soldaten nicht verschont geblieben, zu Kontributionen verpflichtet.
Die Bevölkerung Linnepes stieg, wie des gesamten Amtes Hellefeld, im späten 18. und frühen 19. Jahrhundert weiter an, so dass die Schule in Hellefeld 1827 zu klein geworden war. Eine weitere Schule in Westenfeld sollte die Schüler der Gemeinde verteilen.
Im Zweiten Weltkrieg wurde Linnepe 1945 von den vorrückenden amerikanischen Truppen erreicht, die den Ruhrkessel hinter Meinkenbracht schlossen. 1945 brannte auch die Linneper Mühle, vermutlich durch einen Granatentreffer, ab, wurde jedoch wieder aufgebaut.
1953 wurde der Schützenverein "Heilige Drei Könige e. V." gegründet, eine erste Schützenhalle wurde 1958 erbaut. Ein Neubau der Schützenhalle wurde 1963 beschlossen, die bis heute genutzte Schützenhalle dann 1965 eingeweiht.
1954 wurde der Bau einer katholischen Volksschule in Linnepe beschlossen, die Grundsteinlegung erfolgte 1955 und die Einweihung im Oktober 1956. Die Schule wurde 1972 per Beschluss des Gemeinderates in einen Kindergarten für die Ortschaften des Alten Testamentes umgewandelt. Die Einwohnerzahl Linnepes betrug zu dieser Zeit 447 Einwohner und entspricht damit in etwa der heutigen Bevölkerung.
Am 1. Januar 1975 wurde Linnepe nach Sundern (Sauerland) eingemeindet.

## Politik

### Wappen
| Wappen der ehemaligen Gemeinde Linnepe | Blasonierung: In Silber ein blauer Wellenschrägbalken, belegt mit drei schrägen silbernen dreizackigen Kronen. Beschreibung: Die drei Kronen stehen für die Dreikönigskapelle, die sich in Linnepe befindet. Die Farben Silber und Blau weisen auf die früheren Landesherren, die Grafen von Arnsberg, hin. Die Wellen sollen auf die Bedeutung des Wortteils "epe" = Wasser anspielen. Die amtliche Genehmigung des Wappens erfolgte am 9. Januar 1967. |

## Die Kapellen in der Gemeinde Linnepe
Die erste Erwähnung der Kapelle in Linnepe findet sich 1587, als Visitatoren des Erzbischofs das Erzbistum bereisten und eine Liste von Kapellen und Kirchen erstellten, in denen marode und renovierungsbedürftige Kirchen und Kapellen aufgeführt wurden. In dieser Liste taucht auch die Kapelle von Linnepe auf, sie wird in diesem Jahr also schon einige Zeit bestanden haben. Ursprüngliche Kompatronin war die Heilige Margarete, Hauptpatrone waren die Heiligen Drei Könige. 
Eine neue Glocke für die Kapelle war 1708 angeschafft worden, die Kapelle selbst jedoch war in so schlechtem Zustand, dass sie um das Jahr 1750 neu erbaut wurde.

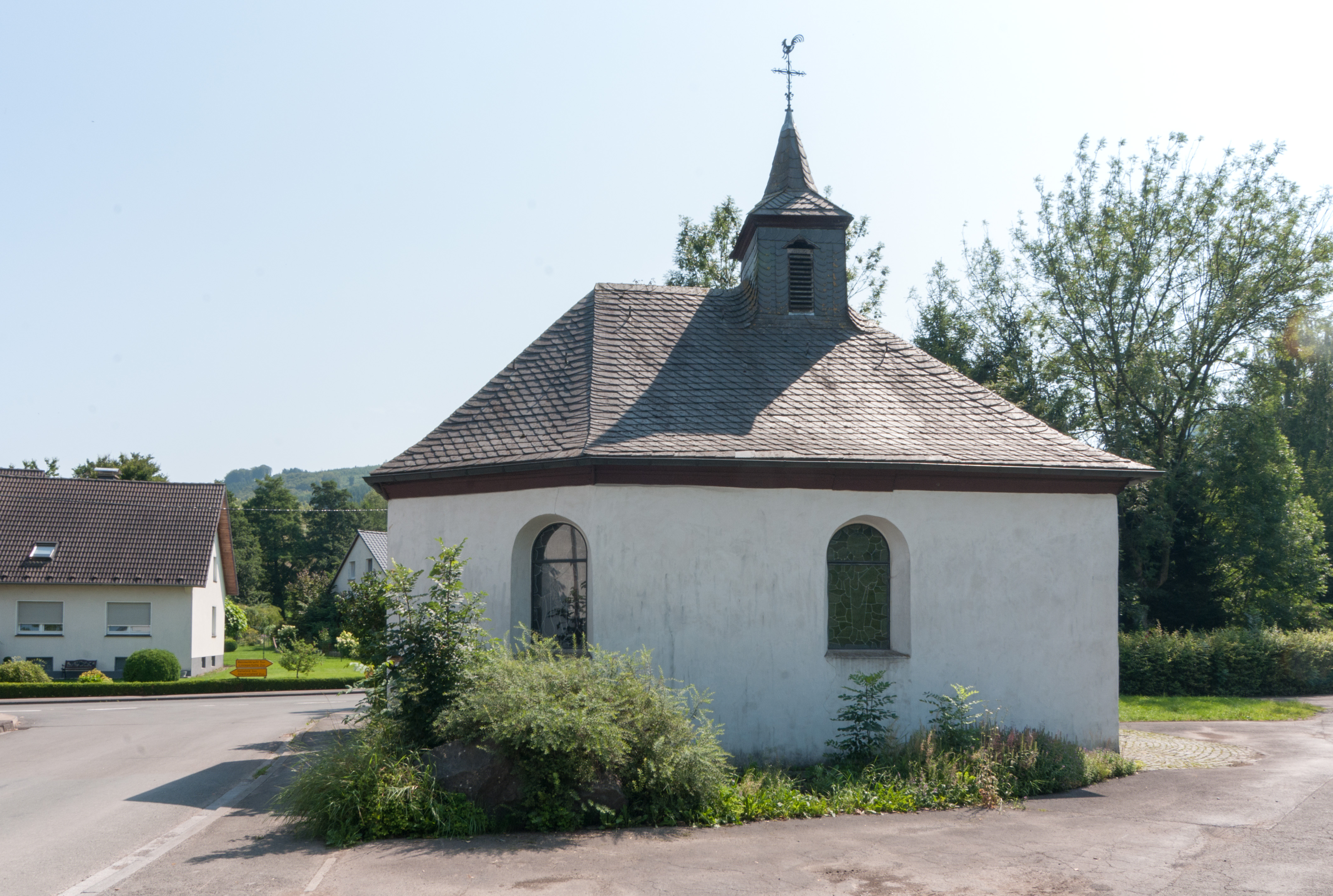
Kapelle Heilige Drei Könige in Linnepe
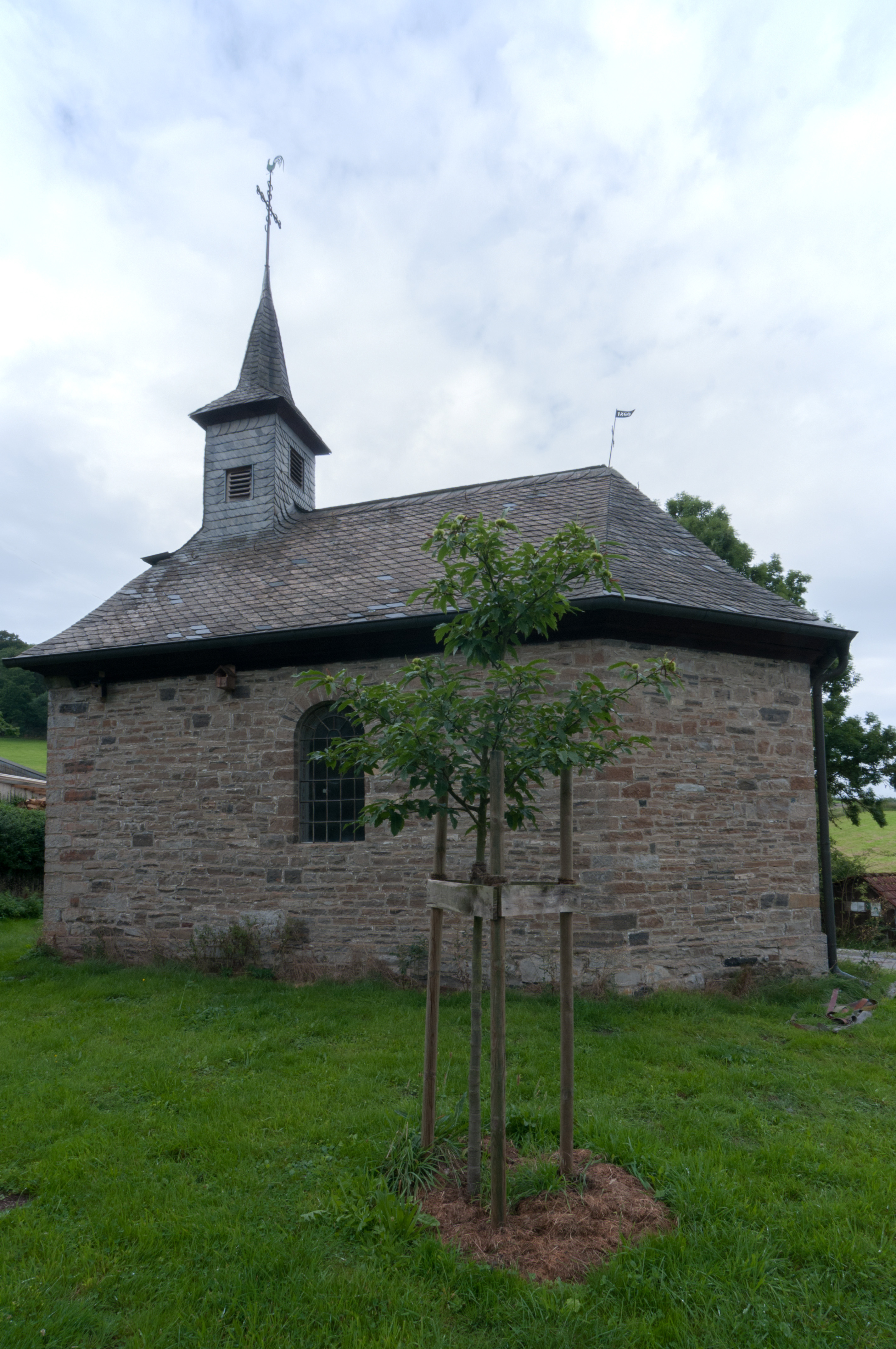
Kapelle der heiligen Georg und Cäcilia
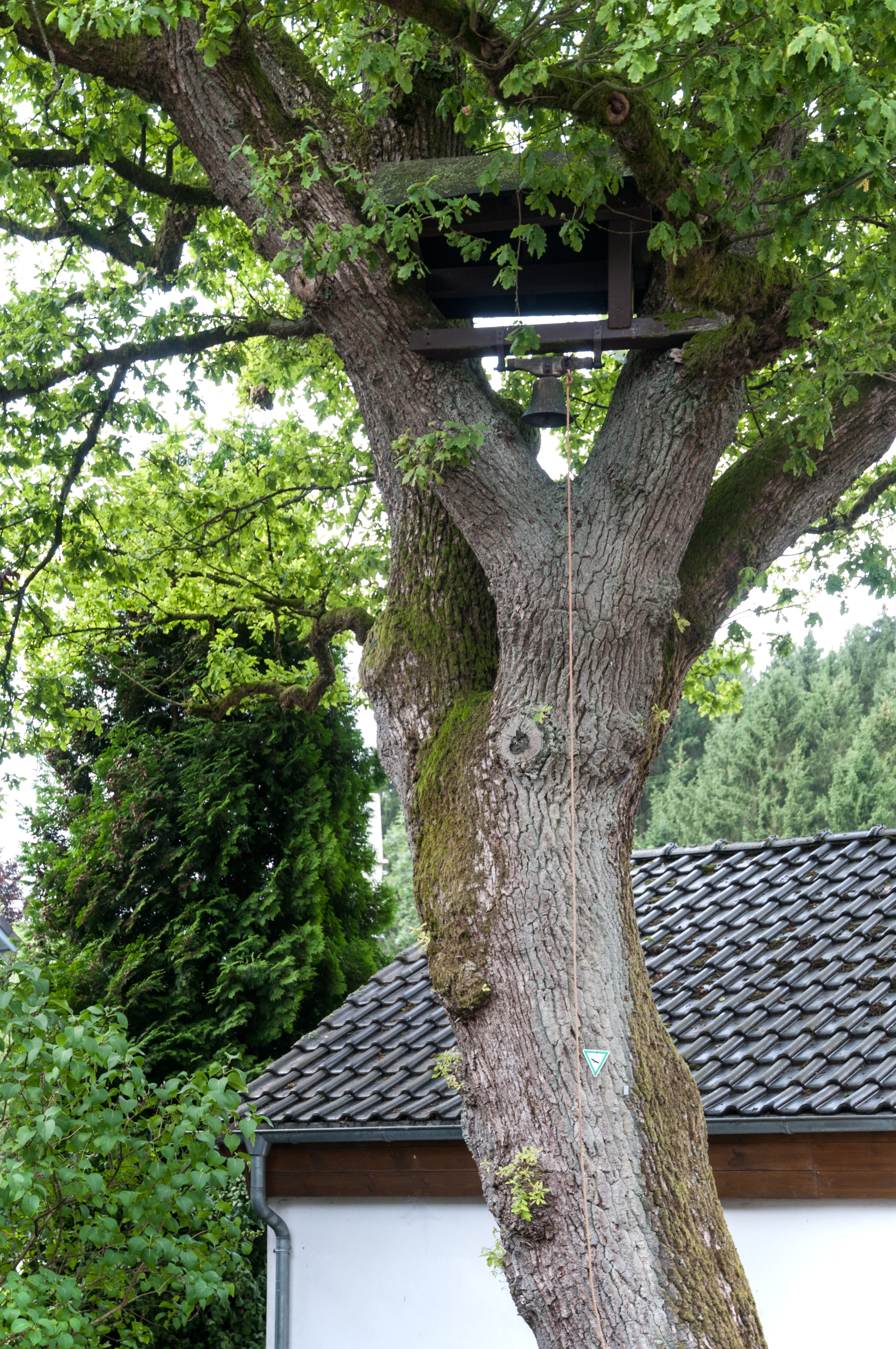
Glocke in einer Eiche

Die Kapelle von Weninghausen wurde im 17. Jahrhundert erbaut, Patrone waren der Heilige Georg und die Heilige Cäcilia.
Linneperhütte selbst besitzt keine eigene Kapelle, in einem Baum im Zentrum des Ortes ist eine Glocke angebracht. Alter und Herkunft dieser Glocke sind nicht genau dokumentiert, vermutlich stammt sie vom Beginn des 20. Jahrhunderts. Angeblich befand sie sich erst am Bahnhof Freienohl, um dort vor Zügen zu warnen.
Hellefeld ist und war die Stammpfarrei der umliegenden Ortschaften. Das Kirchspiel Hellefeld wird von der Bevölkerung auch als „Altes Testament“ bezeichnet, da es analog zu den zwölf Stämmen Israels zwölf Ansiedlungen umfasst. Dazu gehören außer Linnepe die Orte: Altenhellefeld, Bainghausen, Frenkhausen, Hellefeld, Herblinghausen, Meinkenbracht, Schnellenhaus, Selschede, Visbeck, Weninghausen und Westenfeld.

## Sonstiges
Eine Buslinie der Busverkehr Ruhr-Sieg GmbH (BRS) stellt den öffentlichen Personennahverkehr sicher.